# Thomas de Clifford (6e baron de Clifford)
Pour les articles homonymes, voir Clifford et Thomas Clifford (homonymie).
Thomas de Clifford (1363 – 18 août 1391), 6e baron de Clifford et 6e seigneur de Skipton, est un membre de la famille Clifford. Il hérite des terres des Clifford à la mort de son père Roger en 1389. Sa mère est Maud de Beauchamp, fille de Thomas de Beauchamp.

## Biographie

### Carrière militaire
Thomas est adoubé par le roi Richard II en 1384, lorsqu'il a atteint sa majorité. Il participe à un tournoi le 25 juin 1386 contre le fils du seigneur de Bursigande en France. En 1390, il combat avec deux autres chevaliers anglais contre trois Français lors d'un tournoi tenu entre Boulogne et Calais.
Il reçoit en 1384 la garde du château de Carlisle conjointement avec John Neville. Il défend ce château contre un raid écossais en 1385. Le 28 janvier 1387, le roi lui permet de servir aux côtés de son père le long de la frontière écossaise. Il l'assiste dans sa fonction de gardien des Marches.

### AuParlement
Ayant hérité des titres de son père en 1389, il devient High Sheriff du Westmorland. Il est convoqué pour la première fois au Parlement le 6 décembre 1389. Il assiste aux séances du Conseil royal à partir du 28 avril 1390.

## Mariage et descendance
Il épouse avant 1379 Elizabeth de Ros, fille de Thomas de Ros. Ils ont deux enfants :
- John Clifford (mort en 1422)
- Maud, épouse John Neville (6e baron Latimer) puis Richard de Conisburgh

## Mort et succession
En 1391, Thomas est impliqué dans une bagarre avec William Douglas de Nithsdale en Baltique, lors de laquelle Douglas est tué. Pris de remords, Thomas part en pèlerinage à Jérusalem. Il meurt au retour en Méditerranée.
Son fils John hérite de ses titres.